# خراجات الكبد الزحارية
خراج الكبد الأميبي هو نوع من الخراجات الكبدية يسببه داء الزحار .  وهو إصابة النسيج الكبدي بالأتاريف النشيطة للطيفيلي المتحولة الحالة للنسج مشكلأ خراجات بسبب التنخر الذي يصيب النسيج.

## التظاهرات
حوالي 90 ٪ من المرضى المصابين بالمتحولة الحالة للنسج غير عرضيين.  التظاهران الأكثر شيوعًا للنسج E التهاب القولون (براز دموي ممزوج بالمخاط ، وآلام في البطن ، و / أو الإسهال) ، واكتشاف الخراج الكبدي على الصورة الشعاعية.  يتظاهر الخراج الكبدي بشكل شائع على شكل ألم في الربع العلوي الأيمن من البطن وحمى ، مع تدهور الحالة عند انفتاح الخراج. 

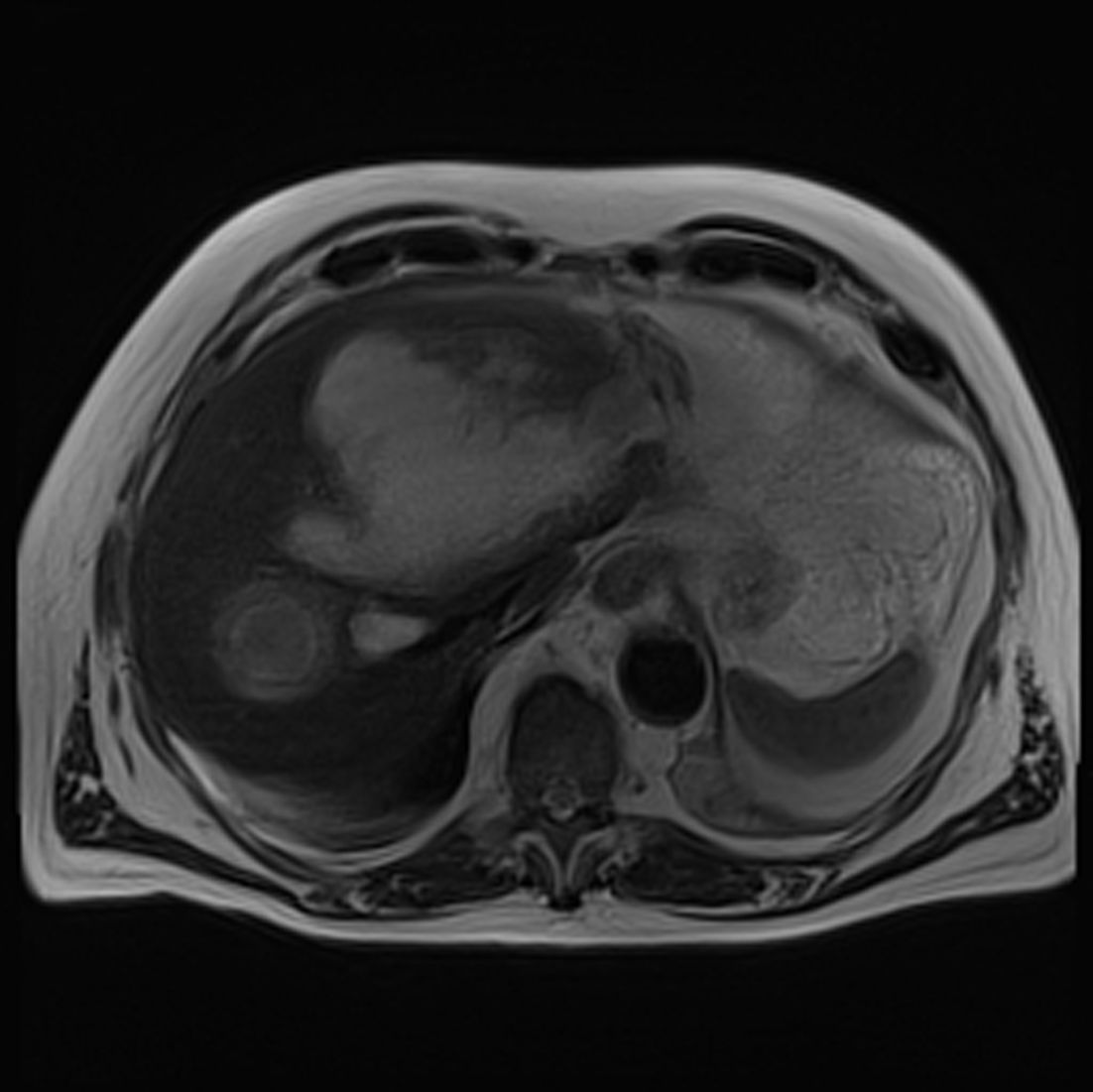
صورة بالرنين المغناطيسي تظهر كتلة كبيرة وغير متجانسة في الفص الكبدي الأيسر (خراج أميبي)

### الأعراض
- ارتجاع ألم المراق الأيمن إلى الكتف الأيمن
- حمى (100.4 فهرنهايت)
- التعرق الغزير وعرواءات
- فقدان الوزن
- سحنة ترابية

### علامات
- شحوب
- المضض والصلابة في المراق الأيمن
- كبد مجسوس
- المضض الوربي
- علامات الرئة القاعدية

## تشخيص
يوضع التشخيص بشكل أساسي من خلال رؤية البويضات في البراز والطفيليات في اختبار مستضد البراز في وجود التهاب القولون أو مصليات تشير للإصابة بالمتحولة الحالة للنسج. 
- سيرولوبلازمين الدم
- تقدير الهيموجلوبين
- فحص البراز ( النواشط والأكياس )
- التصوير الشعاعي
- رشافة استكشافية
- الأمواج الفوق صوتية والأشعة المقطعية
- التنظير السيني
- اختبارات وظائف الكبد
- الاختبارات المصلية

## نماذج القوارض

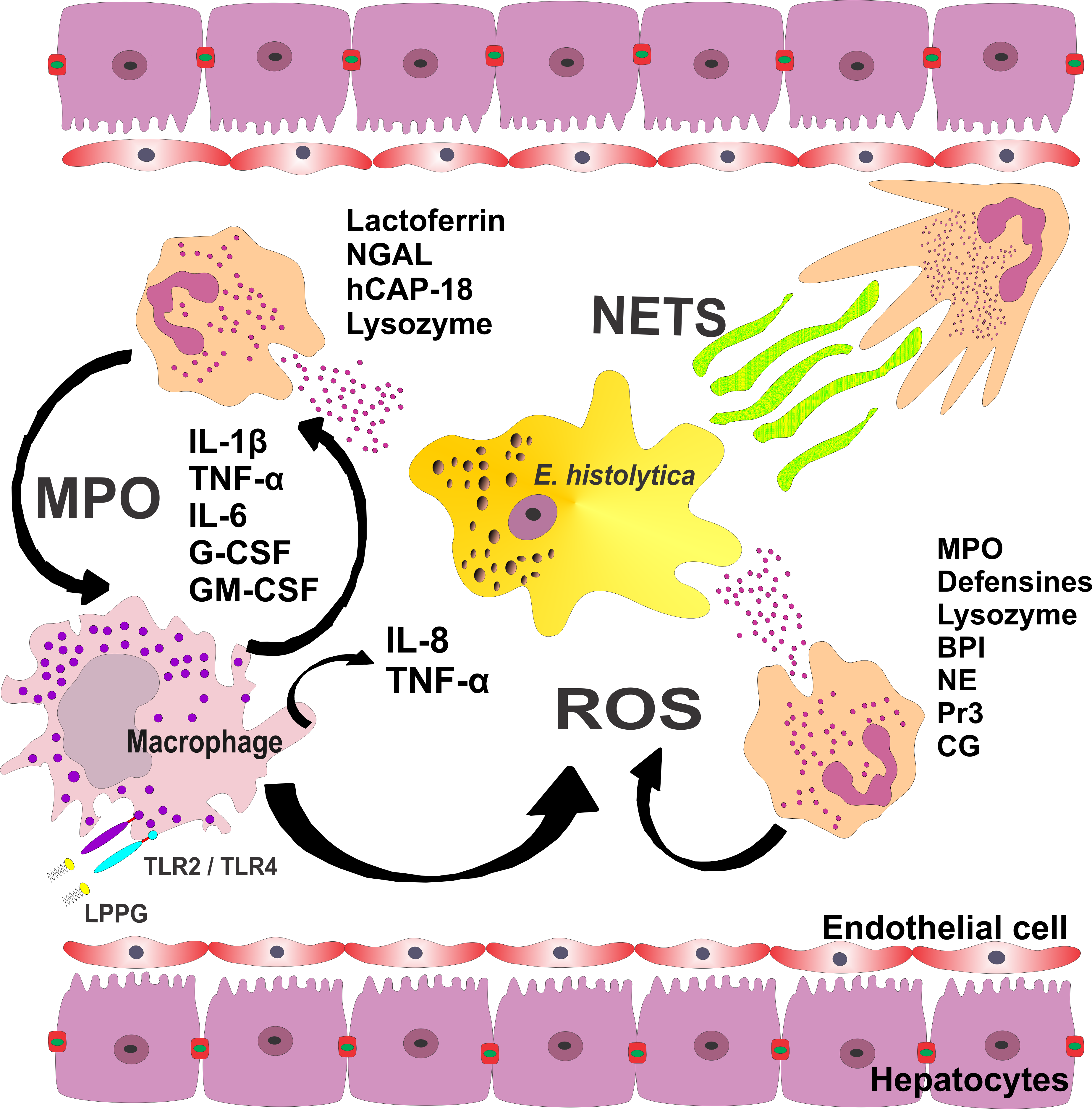
دور العدلات في خراج الكبد الأميبي للقوارض

نظرًا لصعوبة استكشاف العوامل المضيفة والعوامل الأميبية المشاركة في التسبب في خراج الكبد الأميبي عند البشر ، فقد أجريت معظم الدراسات باستخدام نماذج حيوانية (مثل الفئران والجربوع والهامستر ). كشفت النتائج النسيجية المرضية أن المرحلة المزمنة من خراج الكبد الأميبي عند البشر تتوافق مع نخر حال أو نخر سائل ، بينما في نماذج القوارض يوجد التهاب حبيبومي. ومع ذلك ، فقد قدم استخدام النماذج الحيوانية معلومات مهمة عن جزيئات وآليات تفاعل العائل / الطفيلي في خراج الكبد الأميبي. 